# Ferrovia della Valganna
La ferrovia della Valganna (spesso citata come tranvia e in dialetto locale soprannominata La Gamba de legn) era una ferrovia italiana a scartamento ridotto che collegava Varese a Luino percorrendo la Valganna, in esercizio fa il 1903 e il 1955.

## Storia

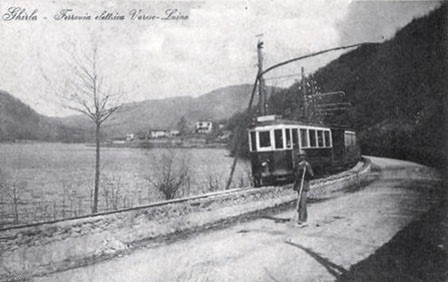
Tratto di ferrovia presso Ghirla

Fra la fine del XIX secolo e l'inizio del XX, intorno a Varese furono avanzate numerose proposte di linee ferroviarie o tranviarie, allo scopo di facilitare il movimento turistico. L'idea di una linea fra Varese e Luino, appoggiata dalla Società Anonima Varesina che produceva energia elettrica e già gestiva la tranvia Varese–Prima Cappella, fu promossa nel 1895 da un apposito comitato e portò l'11 novembre 1899 alla concessione della stessa alla Società Ferrovie e Tranvie Elettriche Varesine
I lavori per la costruzione della ferrovia iniziarono nel 1900 e la stessa fu attivata per tratte a partire dal 15 marzo 1903 fino al 1905. L'inaugurazione formale della linea avvenne il 28 marzo 1905, sebbene per la stazione di Luino nella sua sistemazione definitiva si dovette aspettare il successivo 6 maggio.
Inizialmente, il capolinea varesino era posto in località Bettole, alla periferia settentrionale, così che per raggiungere il centro cittadino e le stazioni ferroviarie FS e FNM era necessario un trasbordo sulla rete tranviaria urbana.

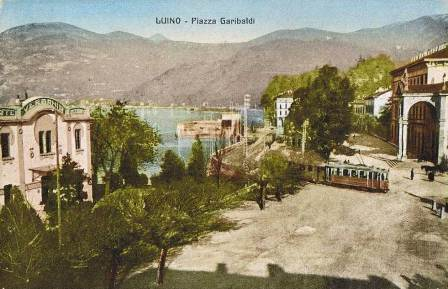
Treno in partenza da Luino nel 1915

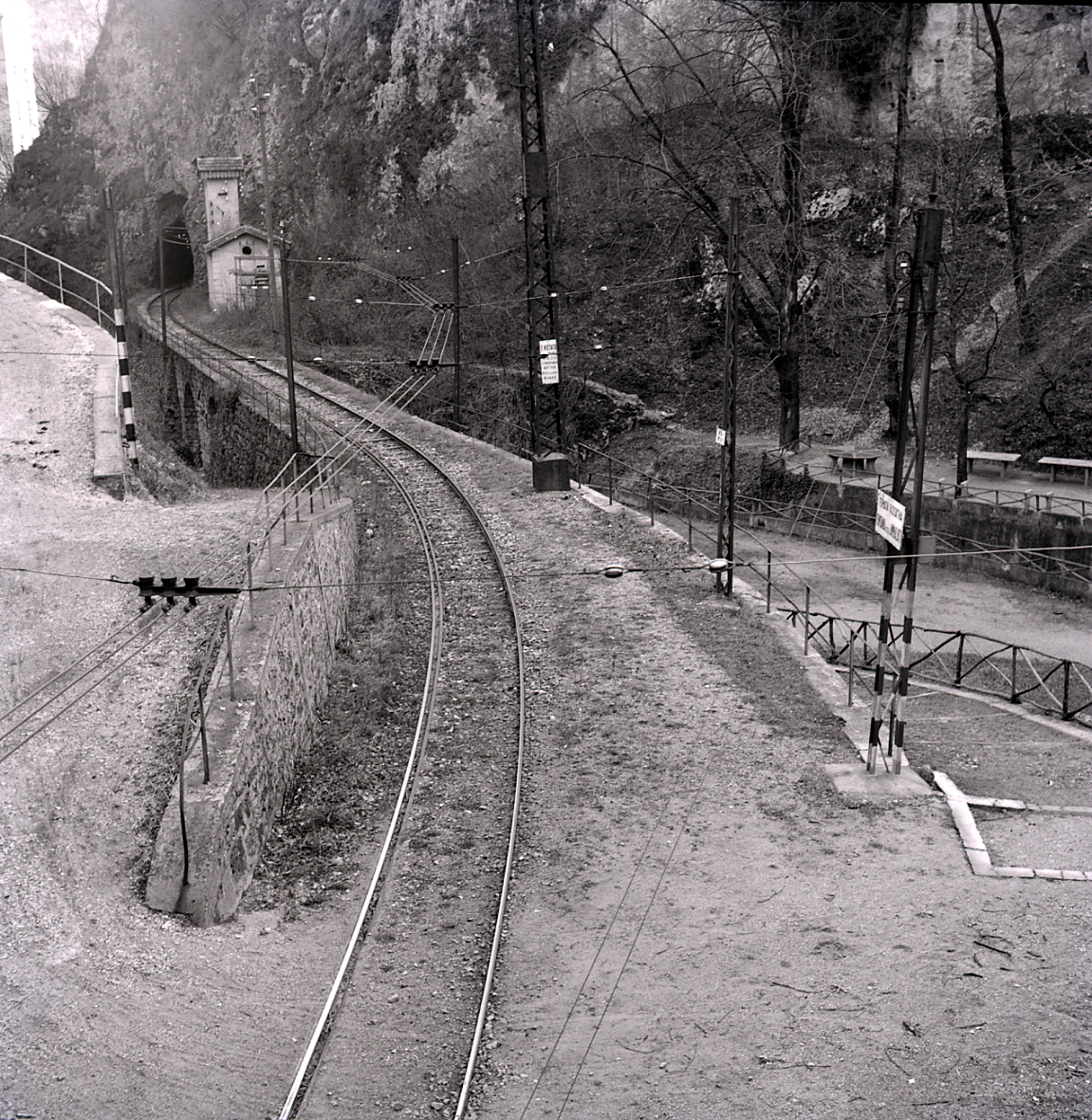
Il binario nella Valganna

Durante l'esercizio la linea fu colpita diverse volte da forti precipitazioni nevose, ne conseguirono diversi smottamenti, come nell'inverno 1909 quando si era abbattuta una valanga alta 6 metri e un fronte di 200 metri che aveva interrotto strada e ferrovia presso il lago di Ghirla in località Eden.
Nel 1906 la società Varesina si fuse con la Società Anonima Prealpina per Imprese Elettriche, formando la Società Varesina per Imprese Elettriche (SVIE). La nuova società decise di mutare l'elettrificazione della linea a 600 V cc, così da renderla compatibile con le tranvie sociali; in tal modo i treni da e per Luino poterono essere instradati sulla tranvia per Prima Cappella, facendo capolinea dirimpetto alla stazione FS.
Infine, nel 1907 la linea fu prolungata dalla stazione originaria di Luino a un nuovo impianto sulla riva del Lago Maggiore, comune con la ferrovia Ponte Tresa–Luino della Società di Navigazione e Ferrovie pel lago di Lugano (SNF), consentendo un facile interscambio con la navigazione lacuale.
Dopo alcuni anni di esercizio, furono costruite due linee che si diramavano dalla ferrovia: nel 1914 la tranvia della Valcuvia (da Bosco Valtravaglia a Cittiglio), e l'anno successivo la ferrovia Ghirla-Ponte Tresa; nel 1918 la SVIE acquisì anche la preesistente ferrovia Ponte Tresa-Luino, mutandone lo scartamento e trovandosi così a gestire una rete estesa e ramificata.
Nel 1940 la SVIE cedette l'intera rete ferro-tranviaria alla Società Varesina Imprese Trasporti (SVIT), controllata della Società Elettrica Bresciana, azienda del gruppo Edison.
Dopo gli eventi bellici l'amministrazione comunale di Varese decise di sostituire tutte le linee della rete con autoservizi. Il 16 luglio 1953 fu chiusa la tratta Ghirla–Luino (complice una frana caduta sul sedime) e il 28 febbraio 1955 anche la restante tratta Varese–Ghirla fece la stessa fine.
Anche a distanza di anni dalla sua chiusura il ricordo della linea è ancora vivo: la stessa è oggetto di molte citazioni fra cui il sito www.valganna.info che ha radunato materiale documentaristico relativo alla linea e un romanzo giallo ambientato lungo la ferrovia.
Oggi il servizio di trasporto su queste linee viene coperto per intero da Autolinee Varesine S.r.l. con collegamenti orari da Varese a Luino e viceversa.

## Caratteristiche
Lunga 24,946 chilometri la linea era a binario unico armata allo scartamento di 1.100 mm. L'originario sistema di elettrificazione a 600 V in corrente alternata monofase a 45 Hz fu sostituito nel 1906 con quello più standard in corrente continua a pari tensione.
La pendenza massima della linea era del 45 per mille, con curve dal raggio minimo di 60 metri.

### Percorso
| Pier | Unknown route-map component "exKBHFa" |  |

| Unknown route-map component "exDST" |

|  | Unknown route-map component "exABZgl" | Unknown route-map component "exCONTfq" |

| Unknown route-map component "CONTgq" | Unknown route-map component "xKRZu" | Unknown route-map component "CONTfq" |

| Unknown route-map component "exWBRÜCKE1" |

| Unknown route-map component "exHST" |

| Unknown route-map component "exBHF" |

| Unknown route-map component "exBHF" |

| Unknown route-map component "uexCONTgq" | Unknown route-map component "exmABZgr" |  |

| Unknown route-map component "exHST" |

| Unknown route-map component "exHST" |

| Unknown route-map component "exHST" |

|  | Unknown route-map component "exABZg+l" | Unknown route-map component "exCONTfq" |

| Unknown route-map component "exBHF" |

| Unknown route-map component "exBHF" |

| Unknown route-map component "exHST" |

| Unknown route-map component "exDST" |

| Unknown route-map component "exBHF" |

| Unknown route-map component "exHST" |

| Unknown route-map component "exHST" |

| Unknown route-map component "exBHF" |

| Unknown route-map component "uexCONTgq" | Unknown route-map component "uexSTR+r" | Unknown route-map component "exSTR" |  |  |

| Unknown route-map component "uexHST" | Unknown route-map component "exmBHFe" |  |

| Unknown route-map component "uexKRWg+l" | Unknown route-map component "uexKRWr" |  |

| Unused urban continuation forward |

Lasciata la stazione di Varese Bettole la linea si dirigeva verso nord, superando la cresta montuosa alla volta della valle Olona, servita dall'omonima stazione.

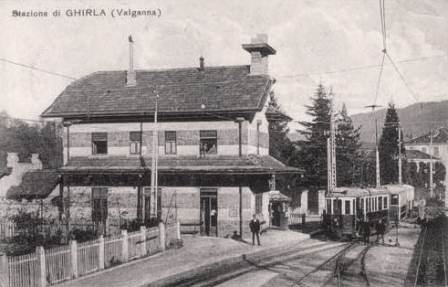
Stazione di Ghirla

Iniziava dunque la tratta più spettacolare del percorso, quella di attraversamento della zona delle grotte di Valganna, con gallerie scavate nella roccia lungo la direttrice della strada statale 233.
Superate le pendici del monte Chiusarella la linea si snodava fra i laghetti di Ganna e Ghirla raggiungendo la Stazione di Ghirla, località di diramazione della ferrovia Ghirla-Ponte Tresa.

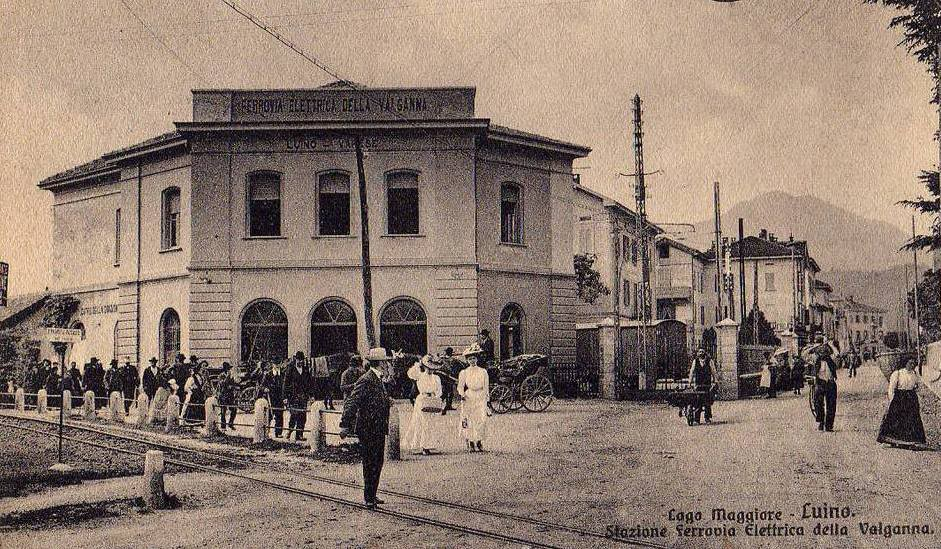
Stazione Luino Varesina nel 1905

La discesa verso il lago Maggiore impegnava infine la Valtravaglia costeggiando a tratti il fiume Margorabbia fino a giungere al capolinea lacuale servito da una stazione prossima al centro, inizialmente denominata "Varesina" e in seguito "Scalo", e da quella di Luino Lago, comune con la ferrovia Luino-Ponte Tresa, che sorgeva presso l'imbarcadero a lato dell'hotel Eden Kursaal.